# Cenderawasihbaaitalen
Tot de Cenderawasihbaai-talen onderdeel van West-Nieuw-Guinese talen (niet te verwarren met de Geelvinkbaaitalen die een Papoea taalfamilie vormen) behoren:
Raja Ampat:
- As
- Biga
- Gebe
- Kawe
- Legenyem
- Ma'ya
- Waigeo
- Wauyai
- Matbat
- Maden

Biaks en verwanten:
- Biaks
- Dusner
- Meoswar
- Ron

West-Japen inclusief Wandamen:
- Wandamen
- Woi
- Ansus
- Papuma
- Pom
- Marau
- Munggui
- Busami
- Serui-Laut
- Ambai

Oost-Japen:
- Wabo
- Kurudu

Waropen/Mor:
- Waropen
- Mor

isolaten/niet-geclassificeerd:
- Yeresiam
- Yaur
- Yeretuar
- Tandia